# Втрати 56-ї окремої мотопіхотної бригади
У статті описано обставини загибелі бійців 56-ї окремої мотопіхотної бригади.
| Прізвище, ім'я, по батькові                 | Військове звання                        | Дата загибелі     | Причина загибелі |
| ------------------------------------------- | --------------------------------------- | ----------------- | --- |
| Шолудько Сергій Олексійович                 | солдат                                  | 23 вересня 2015   | Зупинка серця. |
| Григор'єв Олександр Олексійович             | солдат                                  | 3 жовтня 2015     | Трагічно загинув в районі с. Новоселівка.                                                                                                  |
| Богуш Василь Андрійович                     | солдат                                  | 22 листопада 2015 | Трагічно загинув в районі с. Кременівка.                                                                                                   |
| Шаврієв Ігор Костянтинович                  | старший солдат                          | 23 квітня 2016    | Помер від поранень поблизу села Широкине.                                                                                                  |
| Рогаль В'ячеслав Васильович                 | майор                                   | 23 квітня 2016    | Помер від серцевого нападу в районі с. Кременівка.                                                                                         |
| Фокін Олег Георгійович                      | старший сержант                         | 27 квітня 2016    | Загинув внаслідок ДТП в районі с. Чермалик.                                                                                                |
| Хорошун Сергій Григорович                   | старший солдат                          | 29 травня 2016    | Загинув потрапивши під мінометний обстріл в районі с. Гнутове.                                                                             |
| Шапошник Олександр Леонідович               | солдат                                  | 29 травня 2016    | Загинув потрапивши під мінометний обстріл в районі с. Гнутове.                                                                             |
| Осіпов Олександр Олександрович              | солдат                                  | 13 червня 2016    | Загинув від тяжких тілесних ушкоджень. |
| Коваль Роман Борисович                      | сержант                                 | 30 червня 2016    | Підірвався на протипіхотній міні поблизу села Павлопіль.                                                                                   |
| Нестеренко Віктор Григорович                | невідомо                                | 15 серпня 2016    | Загинув під час обстрілу російськими бойовиками території села Чермалик.                                                                   |
| Каплун Олександр Петрович                   | старший солдат                          | 30 серпня 2016    | Загинув під час артилерійського обстрілу смт Сартана.                                                                                      |
| Панков Володимир Юрійович                   | сержант                                 | 22 вересня 2016   | Помер під час несення служби в районі с. Гранітне.                                                                                         |
| Маруха Анатолій Васильович                  | солдат                                  | 28 вересня 2016   | Помер під час несення служби в районі смт Микільське.                                                                                      |
| Лобинський Руслан Юрійович                  | молодший сержант                        | 1 травня 2017     | Помер під час несення служби в районі смт. Новотроїцьке.                                                                                   |
| Міщенко Сергій Володимирович                | сержант                                 | 15 липня 2017     | Трагічно загинув в районі смт Донське. |
| Матвієнко Микола                            | солдат                                  | 13 вересня 2018   | Загинув в зоні ООС. |
| Французан Ігор Леонтійович                  | молодший сержант                        | 6 червня 2018     | Підірвався на міні поблизу селища Піски.                                                                                                   |
| Литковець Степан Леонідович                 | солдат                                  | 6 червня 2018     | Підірвався на міні поблизу селища Піски.                                                                                                   |
| Скирда Олександр Анатолійович               | старший сержант                         | 20 серпня 2019    | Зупинка серця. |
| Моргун Володимир Володимирович              | старший солдат                          | 26 вересня 2019   | Смерть уві сні. |
| Аджавенко Володимир Анатолійович            | старший солдат                          | 28 вересня 2019   | Загинув від поранення ворожого снайпера в голову поблизу селища Піски.                                                                     |
| Кулеша Владислав Сергійович                 | старший солдат                          | 1 жовтня 2019     | Трагічно загинув у м. Маріуполь. |
| Батін Андрій Олександрович                  | майор                                   | 8 жовтня 2019     | Загинув під час виконання службових обов'язків в районі с. Сергіївка.                                                                      |
| Караван Віталій Андрійович                  | солдат                                  | 13 січня 2020     | Загинув під час несення служби поблизу селища Піски.                                                                                       |
| Андрієнко Олег Віталійович                  | старший солдат                          | 11 січня 2021     | Загинув від поранення ворожого снайпера поблизу селища Піски.                                                                              |
| Коляденко Ярослава Іванівна                 | солдат                                  | 6 лютого 2021     | Померла від ускладнень від пневмонії у військовому шпиталі м. Маріуполь.                                                                   |
| Батьківський Петро Анатолійович             | лейтенант                               | 6 березня 2022    | Загинув в бою позбизу селища Піски. |
| Білик Артем Володимирович                   | старший солдат                          | 5 травня 2022     | Отримав смертельні поранення під час ворожого обстрілу поблизу селища Піски.                                                               |
| Борзов Микола                               | солдат                                  | 31 серпня 2022    | Загинув при штурмі ворожих позицій поблизу селища Піски.                                                                                   |
| Мегловець Володимир                         | солдат                                  | 2 листопада 2022  | Внаслідок мінометного обстрілу поблизу села Водяне.                                                                                        |
| Брагар Руслан Ігорович                      | невідомо                                | 3 січня 2023      | Загинув натрапивши на мінно-вибухове загородження біля міста Гуляйполе.                                                                    |
| Совінський Микита                           | лейтенант                               | 11 січня 2023     | Загинув біля міста Гуляйполе Запорізької області, коли потрапив під мінометний обстріл                                                     |
| Крисін Володимир Володимирович              | капітан                                 | 11 лютого 2023    | Загинув внаслідок ДТП. |
| Неізвєстних Владислав Михайлович            | старший сержант                         | 3 березня 2023    | Загинув під час мінометного обстрілу поблизу населеного пункту Дубово-Василівка Донецької області.                                         |
| Коляда Володимир Сергійович                 | солдат                                  | 3 липня 2023      | Загинув під час штурму ворожих позицій в районі села Оріхово-Василівка.                                                                    |
| Лаврівський Олександр Сергійович            | старший сержант                         | 20 лютого 2023    | Отримав смертельні поранення під час ворожого артилерійського обстрілу поблизу селища Ягідне                                               |
| Дмитрієв Сергій Володимирович               | старший сержант                         | 21 лютого 2023    | Загинув під час бою біля населеного пункту Берхівка Донецької області.                                                                     |
| Краснобай Юрій Олексійович                  | солдат, стрілець кулеметного відділення | 28 лютого 2023    | Загинув під час бою біля населеного пункту Оріхово-Василівка Донецької області.                                                            |
| Курнат Анатолій Вікторович                  | невідомо                                | 7 березня 2023    | Отримав смертельні поранення під час ворожого артилерійського обстрілу біля села Міньківка                                                 |
| Зіганшин Сергій                             | старший солдат                          | 14 березня 2023   | Отримав смертельне кульове поранення поблизу села Міньківка                                                                                |
| Якименко Володимир                          | молодший сержант                        | 13 серпня 2023    | Загинув в шпиталі внаслідок важких поранень, отриманих у бою з ворогом в районі села Богданівка                                            |
| Гатман Олександр Вікторович                 | невідомо                                | 8 вересня 2023    | Внаслідок мінометного обстрілу поблизу села Оріхово-Василівка                                                                              |
| Соколов Олександр                           | старший солдат                          | 8 вересня 2023    | Загинув біля села Оріхово-Василівка |
| Владислав Антонов                           | сержант                                 | 13 вересня 2023   | Отримав смертельні поранення під час ворожого артилерійського обстрілу районі села Григорівка                                              |
| Мороз Микола                                | солдат                                  | 29 жовтня 2023    | Отримав смертельні поранення під час ворожого артилерійського обстрілу поблизу села Оріхово-Василівка                                      |
| Сидоренко Сергій Анатолійович               | молодший сержант                        | 30 жовтня 2023    | Під час виконання бойового завдання поблизу населеного пункту Маркове.                                                                     |
| Анохін Денис Олексійович                    |                                         | 3 лютого 2023     | [ 41 ] |
| Віктор Омельянчук                           | стрілець-снайпер                        | 28 березня 2024   | Загинув внаслідок артилерійського, мінометного та стрілецького вогню ворога в районі села Богданівка Бахмутського району Донецької області |
| Степанищев Олександр Олександрович («SMIT») |                                         | 5 травня 2024     | Загинув біля села Григорівка на Донеччині .                                                                                                |
| Дубик Степан                                |                                         | 17 липня 2024     | Загинув поблизу Григорівки Бахмутського району Донецької області                                                                           |